# Стен Джексон
Стентон Джеймс Джексон (англ. Stanton James Jackson; 27 серпня 1898, Паррсборо — 28 листопада 1955) — канадський хокеїст, що грав на позиції крайнього нападника.
Володар Кубка Стенлі.

## Ігрова кар'єра
Професійну хокейну кар'єру розпочав 1923 року.
Протягом професійної клубної ігрової кар'єри, що тривала 5 років, захищав кольори команд «Торонто Сент-Патрікс» та «Бостон Брюїнс».
Усього провів 85 матчів у НХЛ.
У 1922 році, граючи за клуб «Торонто Сент-Патрікс», став володарем Кубка Стенлі.